# 吳之仁
吳之仁（？—1644年），字育萬，江西撫州府臨川縣人，明朝政治人物。父吴應，萬曆壬午舉人，官靖江知縣。

## 生平
萬曆四十一年（1613年）進士，授中書舍人，典試廣東，轉湖廣道監察御史，彈劾大學士周道登，上陳用兵和北京軍營操練事宜、又巡視北城及兼理九門，晉太僕寺少卿。魏忠賢的兄長魏雙樓在市集放縱暴戾，吳之仁就施以笞刑，令京師秩序回復正常。巡關期間，他審察新舊兵餉，內臣沒有加禮對待，不顧私情彈劾總兵王威；適逢少量士兵譁變，魏忠賢因此矯詔讓他閒住。崇禎初年，朝廷起用吳之仁巡視鹽政，修建亹塘；轉延建道副使，拒守盜寇。不久陞為湖廣按察使和左布政使。北京失守，他痛哭去官，行至蒲圻時不吃東西而死。

## 引用
1. 1 2  錢海岳《南明史·卷三十五·列傳第十一》：吳之仁，字育萬，臨川人。萬曆四十一年進士。授中書舍人，遷湖廣道御史，劾大學士周道登，陳用兵機宜、京營操練，巡視北城，兼理九門靈法。晉太僕少卿。
2. ↑  錢海岳《南明史·卷三十五·列傳第十一》：魏忠賢兄雙樓恣睢於市，之仁笞之，京師肅然。巡關，覆新故兵餉，於內臣無加禮，劾總兵王威不少徇。會兵小譁，忠賢矯詔閒住。崇禎初，起視鹺兩訢，修建亹塘。轉延建副使，寇起力守。陞湖廣按察使，擢左布政使。北京亡，痛哭去，行至蒲圻，不食卒。